# Basivka, Romnî
Basivka (în ucraineană Басівка) este localitatea de reședință a comunei Basivka din raionul Romnî, regiunea Sumî, Ucraina.

## Demografie
Componența lingvistică a localității Basivka
     Ucraineană (98,48%)
     Alte limbi (1,52%)
Conform recensământului din 2001, majoritatea populației localității Basivka era vorbitoare de ucraineană (98,48%), existând în minoritate și vorbitori de alte limbi.